# Liste der Baudenkmäler in Walderbach
Auf dieser Seite sind die Baudenkmäler in der Oberpfälzer Gemeinde Walderbach zusammengestellt. Diese Tabelle ist eine Teilliste der Liste der Baudenkmäler in Bayern. Grundlage ist die Bayerische Denkmalliste, die auf Basis des Bayerischen Denkmalschutzgesetzes vom 1. Oktober 1973 erstmals erstellt wurde und seither durch das Bayerische Landesamt für Denkmalpflege geführt wird. Die folgenden Angaben ersetzen nicht die rechtsverbindliche Auskunft der Denkmalschutzbehörde.
 Die Liste gibt den Fortschreibungsstand vom 3. Juli 2018 wieder und umfasst fünfzehn Baudenkmäler.

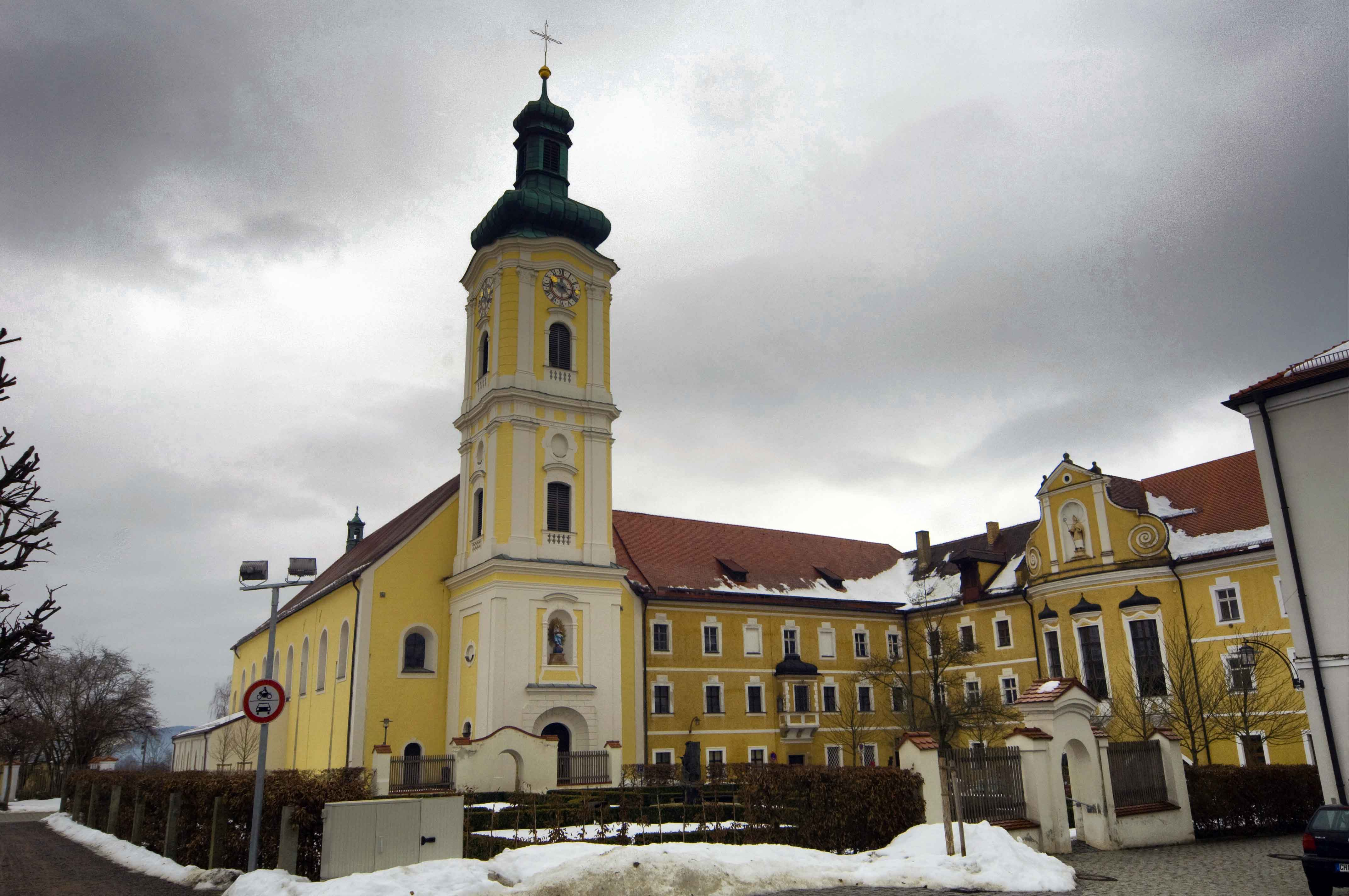
Kloster Walderbach mit St. Nikolaus

## Baudenkmäler nach Ortsteilen

### Walderbach
| Lage | Objekt                                                                           | Beschreibung | Akten-Nr.     | Bild                                            |
| --- | -------------------------------------------------------------------------------- | --- | ------------- | ----------------------------------------------- |
| Am Prälatengarten 4; Kirchstraße 5; Kirchstraße 7; Am Prälatengarten 2; Klostergasse 6; Zur Büchsn 2 (Standort) | Ehemaliges Zisterzienserkloster, jetzt Museum und Kindergarten                   | Dreiflügelanlage an der Kirchensüdseite, dreigeschossiger und traufständiger Walmdachbau mit geohrten Rahmungen, bezeichnet mit „1680“, Südtrakt mit risalitförmig hervortretendem Festsaal mit Schweifgiebel 1732 nach Westen angebaut; mit Ausstattung; zwei Gartentore des ehemaligen Klostergartens mit Rundbogenrahmungen, Sandstein, 18. Jahrhundert; nördliche Gartenmauer des ehemaligen Klostergartens, Mischmauerwerk, Sandstein und Ziegel, 17./18. Jahrhundert, einbezogen Wegkapelle, halbrund schließender Walmdachbau, 19. Jahrhundert. | D-3-72-170-4  | weitere Bilder                                  |
| Franz-Xaver-Witt-Straße 2 (Standort)                                                                            | Ehemaliges Klosterrichterhaus, später Schulhaus                                  | Dreigeschossiger und traufständiger Satteldachbau, 17./18. Jahrhundert, in der zweiten Hälfte 19. Jahrhundert um das zweite Obergeschoss aufgestockt; Geburtshaus von Dr. Franz Xaver Witt. | D-3-72-170-7  | Ehemaliges Klosterrichterhaus, später Schulhaus |
| Nähe Haselmühlstraße (Standort)                                                                                 | Ehemalige Haselmühle                                                             | Zweigeschossiges und giebelständiges rückseitig abgewalmtes Satteldachhaus, 17./18. Jahrhundert, im 19. Jahrhundert neues Dach, rückseitig abgewalmt. | D-3-72-170-11 | Ehemalige Haselmühle                            |
| Hauptstraße 8 (Standort)                                                                                        | Ehemalige Klosterschänke                                                         | Zweigeschossiger und traufständiger Steilsatteldachbau, 17./18. Jahrhundert, rückwärtig dreigeschossiger Walmdachflügel, 17./18. Jahrhundert. | D-3-72-170-1  | BW                                              |
| Hauptstraße 12 (Standort)                                                                                       | Waldlerhaus                                                                      | Eingeschossiger und traufständiger Satteldachbau mit verputztem Blockbau-Kniestock, 18. Jahrhundert. | D-3-72-170-9  | BW                                              |
| Kirchstraße 1 (Standort)                                                                                        | Wohnhaus                                                                         | Zweigeschossiger und traufständiger Steilsatteldachbau, 17./18. Jahrhundert; Teil des ehemaligen Klostertraktes. | D-3-72-170-2  | BW                                              |
| Kirchstraße 3 (Standort)                                                                                        | Ehemalige Zisterzienserabteikirche, jetzt Pfarrkirche St. Nikolaus und St. Maria | Dreischiffige Hallenkirche mit gleich breitem Saalchor, Walmdach und Fassadenturm mit Zwiebelhaube und Laterne, drittes Drittel 12. Jahrhundert, bezeichnet mit „1200“ für Vollendung, mehrjochige Seitenkapelle 14. Jahrhundert, Chorerneuerung 1748, Turm 1779; mit Ausstattung. | D-3-72-170-3  | weitere Bilder                                  |
| Auf der Regenbrücke (Standort)                                                                                  | Figur heiliger Johannes Nepomuk                                                  | Sandstein, barock, 18. Jahrhundert. | D-3-72-170-10 | BW                                              |

### Dieberg
| Lage                             | Objekt     | Beschreibung                                                                 | Akten-Nr.     | Bild |
| -------------------------------- | ---------- | ---------------------------------------------------------------------------- | ------------- | ---- |
| An der Kreisstraße 28 (Standort) | Kreuzstein | Griechisches Kreuz mit Hammer, Beil und Zange, Granit, wohl mittelalterlich. | D-3-72-170-12 | BW   |

### Katzenrohrbach
| Lage                         | Objekt                            | Beschreibung | Akten-Nr.     | Bild |
| ---------------------------- | --------------------------------- | --- | ------------- | ---- |
| In Katzenrohrbach (Standort) | Ehemaliger Bierkeller im Felshang | 18./frühes 19. Jahrhundert, zum Wirtshaus gehörig; östlicher Keller, dreigeteilter tonnengewölbter Raum, Mischmauerwerk aus Hau- und Bruchstein; westlicher Keller, zweiteiliger und stichbogig gewölbter Raum, Mischmauerwerk aus Hau- und Bruchstein. | D-3-72-170-23 | BW   |

### Kirchenrohrbach
| Lage                              | Objekt                                       | Beschreibung | Akten-Nr.     | Bild           |
| --------------------------------- | -------------------------------------------- | --- | ------------- | -------------- |
| Am Weiher; Am Weiher 2 (Standort) | Wegkapelle                                   | Giebelständiger Satteldachbau mit vorgezogenem Giebel, bezeichnet mit „1937“. | D-3-72-170-16 | BW             |
| Friedhofweg 2 (Standort)          | Katholische Filialkirche St. Maria Magdalena | Saalbau mit eingezogenem Chor und östlichem Turm mit Glockendach und Lisenengliederung, ab 1749, Turmuntergeschoss mittelalterlich, mit Ausstattung; Friedhofsummauerung, Bruchsteinmauerwerk mit Stützpfeilern, Granit, 18. Jahrhundert, Erweiterung nach Osten Anfang 20. Jahrhundert. | D-3-72-170-15 | weitere Bilder |
| Zenzinger Weg 3; 1 (Standort)     | Ehemaliges Brauereigasthaus                  | Zweigeschossiger und giebelständiger Halbwalmdachbau, bezeichnet mit „1838“; Nebengebäude, eingeschossiger und giebelständiger Satteldachbau mit zwei Schweifgiebeln, Erker und Stuckverzierungen, später Jugendstil, 1928.                                                              | D-3-72-170-17 | BW             |

### Riesen
| Lage                | Objekt    | Beschreibung | Akten-Nr.     | Bild |
| ------------------- | --------- | --- | ------------- | ---- |
| Riesen 2 (Standort) | Riesenhof | Wohnhaus, zweigeschossiger Satteldachbau, 1907; Stallteil des ursprünglichen Wohnstallhauses, zweiteiliger Pferde- und Viehstall, traufständiger Satteldachbau mit zweischiffiger Gewölbeanlage, Hau- und Werkstein, Granit, um Mitte 19. Jahrhundert; ehemaliges Austragshaus, eingeschossiger und traufständiger Satteldachbau mit kleinem gewölbtem Stallteil und angehängtem Schupfen, Ziegelmauerwerk, wohl Mitte 19. Jahrhundert; ehemaliger Getreidekasten, aufgeständerter Blockbau mit flachem Satteldach mit Legschindeldeckung, 1779 (dendrochronologisch datiert); Backofenhaus, Satteldachbau über Gewölbekeller, 19. Jahrhundert; Außenmauern des 1907 abgebrochenen Wohnhauses, ursprünglich zweigeschossiger und giebelständiger Satteldachbau, Mischmauerwerk, wohl 17./18. Jahrhundert. | D-3-72-170-21 | BW   |

### Stockhof
| Lage                           | Objekt     | Beschreibung                                                                   | Akten-Nr.     | Bild |
| ------------------------------ | ---------- | ------------------------------------------------------------------------------ | ------------- | ---- |
| Walderbach-Stockhof (Standort) | Wegkapelle | Giebelständiger Satteldachbau mit Tonnenwölbung, erste Hälfte 19. Jahrhundert. | D-3-72-170-20 | BW   |